# Чжао Гоу
Чжао Гоу (спрощ.: 赵构; кит. трад.: 趙構; піньїнь: Zhào Gòu), храмове ім'я Ґаоцзун (кит.: 高宗; піньїнь: Gāozōng; 12 червня 1107 —9 листопада 1187) — десятий імператор династії Сун та перший володар Південної Сун.

## Життєпис

### Молоді роки
Походив з імператорського роду Чжао. Був дев'ятим сином імператора Чжао Цзі. Про молоді роки мало відомо. Значну частину проводив у власному маєтку. Після поразки армії Сун 1126 року деякий час перебував як заручник у чжурчженів. Після повернення отримав у володіння місто Цічжоу (сучасна провінція Хебей) з наказом зібрати війська для допомоги Кайфену в обороні від ворога. Втім Чжао Гоу не виконав того наказу. Лише 1127 року здійснив невдалу спробу допомогти обложеному Кайфену, втім марно.

### Володарювання
Після того втік на південь — до Нанкіна, де проголосив себе новим імператором Сун, прийнявши ім'я Ґаоцзун. Той рік було означено як початок епохи південної Сун. Спочатку ставка володаря розташовувалася у місті Ханькоу, але того ж року її було перенесено до Янчжоу, а 1129 року імператор перебрався до Ліньаня. 1130 року почалось повстання неподалік від озера Дунтін, вождь якого проголосив себе імператором Чу.
1131 року столицю держави остаточно було перенесено до Ліньаня. Спочатку при дворі Чжао Гоу значний вплив мали військовики, які намаглись відвоювати у ворога північні землі. Китайські військовики Лі Ган, Цзун Цзе, Юе Фей, Хань Шіцзун, Ю Юнвень провели низку вдалих військових кампаній.
Водночас для посилення своїх позицій у Східній Азії за наказом імператора було проведено значні роботи зі зміцнення морської могутності імперії. 1132 року було створено перший постійний флот Китаю (120 суден з 3 тисячами вояків). Він базувався у місті Дінхай. Планувалося, що флот, який мав змогу заходи у великі річки, мав допомогти здолати чжурчженів. Втім деякий час він перебував у бездіяльності. 1135 року вдалось придушити повстання біля Дунтіна.
1138 року було укладено мир з державою Цзінь, відповідно до якого Сун отримувала частину колишніх земель (території сучасних провінцій Хенань і Шеньсі). Втім 1140 року чжурчжені знову почали війну проти Сун. У тій війні відзначився Юе Фей, який завдав поразок ворогові у битвах при Бочжоу та Сучжоу (сучасна провінція Аньхой). Також успішно діяли сунські війська 1141 року.
Незабаром, того ж року, Гао-цзун відмовився від активної зовнішньої політики, бажаючи укласти мир з державою чжурчженів Цзінь. Вагомою причиною тому був острах, що у випадку перемоги доведеться відмовитися від влади, повернувши трон зведеному братові Чжао Хуаню. Тому Ґаоцзун деяких генералів відправив у відставку, а деяких стратив за небажання відступати на південь. Водночас імператор 1141 року уклав мирний договір (так званий Шаосінський мир) із Цзінь, відповідно до якого зобов'язався сплачувати щорічну данину в розмірі 250 тисяч унцій срібла та 250 тисяч рулонів шовку, що було набагато менше, ніж сплачували колишні імператори Сун.
У той період Чжао Гоу піклувався про відновлення та розбудову комерції. Значну увагу приділяв містам, зовнішній торгівлі. За підтримки імператора провідними економічними центрами стали Цюаньчжоу, Гуанчжоу і Сямень. Китайські торгові кораблі сягнули Індії, Цейлону (на заході), островів Суматра та Ява (на півдні), Кореї та Японії (на сході).
Багато часу імператор приділяв поліпшенню соціальних послуг та стану підданих. 1141 року були створені постійні пожежні служби. У столиці для збереження спокою було відкрито 23 будинки терпимості (ваше) для солдатів. За наказом Ґаоцзуна було збудовано громадські лазні при буддійських монастирях. 1143 року відбулась масштабна реорганізація державних лікарень, що сприяло поліпшеню якості лікування для середніх та бідних станів.
Тривалий час держава Сун перебувала в мирі з сусідами. Лише 1161 року війська чжурчженів знову рушили на південь. Утім протягом року у битвах при Тандао та Кайші вздовж річки Янцзи за підтримки військового флоту сунська армія завдала нищівної поразки ворогові. 24 липня 1162 року Ґаоцзун зрікся престолу на користь свого названого сина Чжао Шеня.

### Останні роки
Після відходу від влади значну увагу приділяв написанню віршів, каліграфії, а також підтримці культурних діячів свого часу. Чжао Гоун був талановитим поетом. Найбільш відомим його віршем є «Чотиривірш про Небесну гору». Каліграфія Чжао Гоу стала основою для наслідування, зокрема відомим майстром династії Юань Чжао Менфу. Вона відзначалася витонченістю, інтенсивністю руху, елегантністю, пензель проводився цілком природно і спокійно.
Помер 9 листопада 1187 року у 80-річному віці.

## Девізи правління
- Цзяньюань (建炎) 1127—1130
- Шаосін (紹興) 1131—1162